# Адријано Челентано
Адријано Челентано (итал. Adriano Celentano; рођен 6. јануара 1938. у Милану) је италијански певач, композитор, глумац, филмски редитељ и ТВ водитељ. Назван је Il Molleggiato („опружни”) због његовог енергичног плеса.
Челентанови бројни албуми често су уживали комерцијални и критичарски успех. Са око 150 милиона продатих плоча широм света, он је други најпродаванији италијански музички уметник. Често заслужан као аутор музике и текстова његових песама, према речима његове супруге Клаудије Мори, неке су написане у сарадњи са другима. Због своје плодне каријере, како у Италији, тако и у иностранству, сматра се једним од стубова италијанске музике.
Челентано је познат по томе што је посебно рецептиван за промене у музичком бизнису и заслужан је за увођење рокенрола у Италију. Као глумац, Челентано се појавио у 39 филмова, углавном комедија.

## Биографија
Челентано се родио у Милану на броју 14 у улици Via Gluck (о својој родној улици касније је написао песму Il ragazzo della via Gluck ('Дечак из улице Глук'), која је била популарна 70-их). Пореклом је из Фође, града у јужној италијанској покрајини Апулији, одакле су му били родитељи, који су се доселили на север ради посла и бољег живота. Његова певачка каријера започела је 1959. Пре свог дебија као уметника, радио је као часовничар.
Био је опчињен Елвисом Преслијем и раним роком 1950-их, као и америчким глумцем Џери Луисом, уосталом звали су га италијански Елвис, ишао је толико далеко да је попут Елвиса вртео куковима и плесао, по томе је био познат у својој раној фази, као хула хоп плесач. Његова каријера траје већ 40 година и у Италији је једна од најдуговечнијих певачких звезда. Продао је милионе плоча, појавио се у безброј ТВ емисија и бројним филмова.
У познијим годинама се успешно пребацио у жанр комедије, филмови у којима је глумио су имали велики одзив публике (посебно у Италији). Филмска критика посебно цени његову глуму у филму Serafino (1968), редитеља Пјетра Жермија. Опробао се и као филмски редитељ, најчешће је ангажовао глумице: Орнелу Мути, Ереонолу Ђорђи и своју жену Клаудију Мори.
Снимио је 40 албума, од тога 29 студијских, 8 компилација и 3 албума уживо. Најпопуларнија песма коју је извео вероватно је Azzurro објављена 1968, коју су касније изводили и многи други музичари. Друге његове познатије песме су Soli, Il Tempo Se Ne Va, Per Averti, Confessa итд. Његова песма Ventiquattromila baci се изводи у познатом филму "Сјећаш ли се Доли Бел" редитеља Емира Кустурице. Неке од његових популарних песама су „La coppia più bella del mondo”, која је продат у више од милион примерака и награђена је златним диском; "Svalutation" (1976), и "Prisencolinensinainciusol" (1972), која је написан да опонаша начин на који енглески звучи онима који не говоре енглески иако је скоро у потпуности бесмислица.
Челентано се помиње у песми и синглу Ијана Дурија и Блокхедса из 1979. „Разлози да будемо весели, део 3“, као један од горепоменутих „разлога да будеш весео“, и у Фелинијевом филму из 1986. Џинџер и Фред.
После 18 година без наступа уживо, Челентанов концерт уживо 2012. емитован је на каналу Медијасет Канала 5, привлачећи преко 9 милиона гледалаца.

## Лични живот
Челентано је био вегетаријанац од 2005. године и бранио је права животиња. Фудбалски навијач, Челентано је познат као навијач Интера из Милана. Иако под утицајем америчке културе, Челентано не говори енглески; рекао је за ла Република да је годинама желео да научи језик, али није могао да се посвети, а непознавање енглеског је „прави бол“.

## Дискографија

### Албуми
Студијски албуми
- 1960:
- 1960:
- 1962:
- 1963:
- 1965:
- 1966:
- 1966:
- 1968:
- 1968:
- 1969:
- 1969:
- 1970:
- 1971:
- 1972:
- 1973:
- 1973:
- 1975:
- 1976: [18][19][20]
- 1977:
- 1977:
- 1978:
- 1978:
- 1979:
- 1979:
- 1980:
- 1980:
- 1981:
- 1982:
- 1982:
- 1983:
- 1984:
- 1985:
- 1986:
- 1987:
- 1991:
- 1994:
- 1996:
- 1998:
- 1999:
- 2000:
- 2002:
- 2004:
- 2005:
- 2007:
- 2011:
- 2016:
- 2019:

Колекционарски албуми
- 1969:
- 1970:
- 1973:
- 1975:
- 1978:
- 1979:
- 1980:
- 1982:
- 1983:
- 1988:
- 1992:
- 1995:
- 1997:
- 1997:
- 1999:
- 2000:
- 2001:
- 2003:
- 2003:
- 2005:
- 2006:
- 2006:
- 2008:
- 2010:
- 2010:
- 2010:

### Синглови
45 
- 1958:
- 1958:
- 1958:
- 1958:
- 1958:
- 1958:
- 1959:
- 1959:
- 1959:
- 1959:
- 1959:
- 1960:
- 1960:
- 1960:
- 1960:
- 1960:
- 1960:
- 1960:
- 1960:
- 1960:
- 1961:
- 1961:
- 1961:
- 1961:
- 1962:
- 1962:
- 1962:
- 1962:
- 1962:
- 1962:
- 1963:
- 1963:
- 1963:
- 1963:
- 1964:
- 1964:
- 1964:
- 1964:
- 1965:
- 1965:
- 1965:
- 1966:
- 1966:
- 1967:
- 1967:
- 1967:
- 1968:
- 1968:
- 1968:
- 1969:
- 1969:
- 1969:
- 1970:
- 1970:
- 1970:
- 1971:
- 1971:
- 1971:
- 1972:
- 1972:
- 1972:
- 1973:
- 1973:
- 1974:
- 1975:
- 1975:
- 1976:
- 1977:
- 1977:
- 1978:
- 1979:
- 1979:
- 1980:
- 1980:
- 1980:
- 1981:
- 1982:
- 1982:
- 1982:
- 1984:
- 1987:

Додатни синглови
- 1995:
- 1995:
- 1996:
- 1996:
- 1996:
- 1998:
- 1998:
- 1998:
- 1999:
- 1999:
- 1999:
- 1999:
- 1999:
- 1999:
- 1999:
- 2000:
- 2000:
- 2000:
- 2001:
- 2001:
- 2001:
- 2001:
- 2001:
- 2002:
- 2003:
- 2003:
- 2003:
- 2004:
- 2004:
- 2005:
- 2005:
- 2005:
- 2006:
- 2007:
- 2007:
- 2008:
- 2008:
- 2008:
- 2008:
- 2008:
- 2011:
- 2011:
- 2011:
- 2012:
- 2012:
- 2013:
- 2013:
- 2013:

## Филмографија
- (1960)
- (1965)
- (1968)
- (1971)
- (1972)
- (1973)
- (1973)
- (1973)
- (1974)
- (1975)
- (1976)
- (1976)
- (1977)
- (1977)
- (1978)
- (1978)
- (1979)
- (1980)
- (1980)
- (1980)
- (1980)
- (1981)
- (1981)
- (1982)
- (1982)
- (1983)
- (1983)
- (1984)
- (1985)
- (1986)
- (1991)